# David Cantolla
David Cantolla (n. Madrid, 31 de octubre de 1967) es un creador y empresario español, cofundador y director de la colección de arte contemporáneo, Colección SOLO. Conocido principalmente por ser cocreador y director de las series de animación Pocoyó, Jelly Jamm, Pirata et Capitano y Mola Noguru, también es fundador de varias iniciativas empresariales vinculadas con el entretenimiento, la educación y la salud. Es miembro de la junta directiva de la Academia de las Artes Interactivas española y junto al artista Juan-Díaz Faes  es autor de la novela gráfica Éxito para perdedores.
David Cantolla es socio fundador y presidente no ejecutivo del club de eSports: Movistar Riders, formado por equipos profesionales, que compiten en algunos de los videojuegos más populares (Fortnite, aLeague Of Legends, Call Of Duty o CS:GO,Matti el mocoso entre otros).

## Biografía

### Educación
Estudió Bellas Artes en la Universidad Complutense de Madrid y un máster en Computer Design/Desktop Publishing-Computer Solutions Apple ICC. Tras licenciarse, colaboró como video-artista con la compañía La Fura dels Baus, participó en el festival ArtFutura y Sonar, y expuso en el Museo Reina Sofia.

### Iniciativas Empresariales
Socio fundador de Teknoland en 1996 (que fue vendida a Telefónica de España/Terra en 2000), Zinkia Entertainment en 2001, actualmente en el Mercado Bursátil Alternativo, Ilustrae en 2007, Vodka Capital, Sidkap, Wake app, Wake app health y The App Date en 2008, Bitoon Games en 2009 y Elevenyellow en 2011.

### Animación y videojuegos
Creó junto a Colman López, Luis Gallego y Guillermo García Carsi la serie de animación Pocoyó. El nombre de Pocoyó surgió de la mente de su hija Vega, la cual, con solamente, 2 años tuvo la idea del nombre. Fue uno de sus creadores, David Cantolla, quien dio el nombre al personaje basándose en un error de lenguaje de su hija, Vega, que antes de dormir rezaba, "Jesusito de mi vida, tú eres niño como yo" y como no sabía hablar porque tenía 2 años, cambiaba “como yo” por “poco yo”.
Una coproducción española-británica, la serie se ha visto en 150 países y es ganadora de numerosos premios, entre ellos el BAFTA para Mejor Serie de Animación Preescolar en 2006. También es cocreador de las series Jelly Jamm, coproducida por RTVE, Bandai, Grupo Planeta y Big Picture y del videojuego Basketdudes.

### Colección SOLO
En 2014, David Cantolla cofundó la colección de arte contemporáneo Colección SOLO. La colección cuenta con más de 900 obras de unos 180 artistas de 20 países diferentes. Del arte pop internacional destacan las obras de creadores como Peter Saul, Keiichi Tanaami, o Ghasem Hajizadeh, y del surrealismo-pop o lowbrow, Ron English, Gary Baseman, Tim Biskup y Gary Taxali. La colección también cuenta con el trabajo de artistas procedentes del mundo del arte urbano, como KAWS, Todd James, Okuda San Miguel o Smithe, y de obra figurativa, con Pat Andrea y Gottfried Helnwein. Pintores asociadas a la Nueva Escuela de Leipzig, como Tilo Baumgärtel, Rosa Loy o Ruprecht von Kaufmann también forman parte de la colección.
Colección SOLO colabora con museos y galerías para hacer que el arte contemporáneo sea accesible al público. En 2014, Secrets and Truth by Gary Baseman se expuso en El Festival de Edimburgo / Summerhall; en 2015 Peace is a Dirty Word de D*Face formó parte de la primera retrospectiva en un museo de éste artista, en el Centro de Arte Contemporáneo de Málaga y The Last Supper de Keiichi Tanaami se expuso en 2016 en Nueva York.

## Libros
Junto con Juan Díaz-Faes, David Cantolla publicó en 2012 su autobiografía en forma de novela gráfica, Éxito para perdedores El libro también se ha editado en italiano y en alemán.

## Premios
- (2011) Best Spanish Online Game /Gamelab[15]
- (2011) Fest European Online Game at Fun&Serious Game Festival[16]
- (2009) Ficod (Spain)[17]
- (2007) Zapping (Spain)[18]
- (2007) CICDAF (China)[19]
- (2007) Mejor Serie de Animación Nickelodeon en el San Diego Latino Film Festival
- (2006) Annecys Best Animation Series for Children Award[20]
- (2006) British Academy Film and Television Award (Premio Bafta) for best pre-school program
- (2006) El Chupete Award (Festival El Chupete) for best cildren character
- (2006) Pulcinella, Cartoon on the bay (Italy)[21]
- (2005) Animacor (Spain)
- (2005) Animadrid (Spain)